# Sylvain Garant
Sylvain Garant   (Palaiseau, 29 de juny de 1925 - Clearwater, 6 de juliol de 1993) fou un pilot de curses francès, en competicions principalment en mítings i circuits per a vehicles esportius del tipus Grand Tourism, per gira de professió operador (agència OTOM). Va participar en les 24 Hores de Le Mans el 1972 al Porsche que pertanyia a Mickael Keyser a la classe Grand Touring per a l'equip de Louis Meznarie, i després va acabar 13è, destacant sobretot el futur guanyador de l'esdeveniment Jürgen Barth: el seu 911S 2.5L Flat -6 era llavors el primer de la categoria GTS -3L i l'únic a acabar la carrera.